# آتش‌سهره آفریقایی
آتش‌سهره آفریقایی (نام علمی: Lagonosticta rubricata) که به آن آتش‌سهره نوک‌آبی نیز می‌گویند، گونه‌ای رایج از ریزسهرگان است که در بسیاری از مناطق آفریقا یافت می‌شود. گسترهٔ جهانی وقوع آن ۵٬۴۰۰٬۰۰۰ کیلومتر مربع (۲٬۱۰۰٬۰۰۰ مایل مربع) برآورد شده است.